# 9695 Johnheise
9695 Johnheise è un asteroide della fascia principale. Scoperto nel 1960, presenta un'orbita caratterizzata da un semiasse maggiore pari a 2,2836011 UA e da un'eccentricità di 0,0982090, inclinata di 4,14858° rispetto all'eclittica.